# Cretaceometra
Cretaceometra is een geslacht van wantsen uit de familie van de waterlopers (Hydrometridae). Het geslacht werd voor het eerst wetenschappelijk beschreven door Nel & Popov in 2000.

## Soorten
Het genus bevat de volgende soort:

- Cretaceometra brasiliensis Nel & Popov, 2000